# The Dark Sides
The Dark Sides – pierwszy minialbum heavymetalowej grupy King Diamond. Został wydany w 1989 roku przez Roadrunner Records. Jest to zbiór rzadkich utworów oraz stron B z singli.

## Lista utworów
1. Halloween – 4:14
2. "Them" – 1:58
3. No Presents for Christmas – 4:21
4. Shrine – 4:23
5. The Lake – 4:13
6. Phone Call – 1:38